# Givat-Ram-Stadion
Das Givʿat-Ram-Stadion (hebräisch אִצְטַדְיוֹן גִּבְעַת רָם Itzṭadjōn Givʿat Ram, deutsch ‚Stadion des erhabenen/hohen Hügels‘) oder Stadion der Hebräischen Universität, offiziell Nationales und Universitäres Givʿat Ram-Stadion ist ein Fußballstadion mit Leichtathletikanlage in der israelischen Stadt Jerusalem. Es gehört zu den universitären Sporteinrichtungen des „New Sports Centre Givʿat Ram“ des Edmund-J.-Safra-Campus der Hebräischen Universität Jerusalem auf der Anhöhe Givʿat Ram.

## Geschichte
Der nach Plänen von Joseph Klarweins errichtete Bau wurde 1958 eröffnet. Das Stadion fasst 10.000 Zuschauer. Die Anlage war Austragungsort von zwei Spielen im Rahmen der Fußball-Asienmeisterschaft 1964. 2000 wurde die Sportstätte mit Förderung der Stadtverwaltung zu einer anspruchsvollen Leichtathletikanlage ausgebaut.
2017 war das Stadion Austragungsort der Leichtathletikwettbewerbe und der Fußballendspiele der Makkabiade.
2020 wurde das alte Stadion für einen Neubau abgerissen. Das neue Stadion wurde 2022 mit 3615 Plätzen wiedereröffnet.
Vom 4. bis 7. Juli 2022 wurde die Leichtathletik-U18-Europameisterschaften im Givʿat-Ram-Stadion ausgetragen.
Im Jahr darauf vom 7. bis 10. August war das Stadion Schauplatz der Leichtathletik-U20-Europameisterschaften.